# Fletnowo
Fletnowo – (niem. Flötenau) wieś w Polsce położona w województwie kujawsko-pomorskim, w powiecie świeckim, w gminie Dragacz.
W latach 1975–1998 miejscowość administracyjnie należała do województwa bydgoskiego. Według Narodowego Spisu Powszechnego (III 2011 r.) liczyła 326 mieszkańców. Jest ósmą co do wielkości miejscowością gminy Dragacz.
W 1710 roku w miejscowości osiedlili się mennonici. Mieli oni za zadanie zagospodarować obszary w dolinie Wisły, która dotąd często była zalewana przez rzekę. Osiedlali się oni na tych ziemiach na prawie holenderskim. Oznacza to, że mogli oni czerpać zyski z tytułu dzierżawy, ale bez prawa do własności ziemi i bez możliwości nabycia jej przez zasiedzenie.
Na terenie dawnego cmentarza ewangelickiego rośnie dąb szypułkowyo obwodzie 320 cm (przy powołaniu na pomnik przyrody) w 1991 roku. Na gruntach wsi znajduje się Rezerwat przyrody Jezioro Fletnowskie.